# Alba Damonte
Alba Damonte (Casale Monferrato, 1904 - Milà, 1959) fou una soprano italiana.
Va estudiar a Milà amb Bice Adami i més tard amb Pietro Cesari i Adelina Sthele. Va debutar el 1921 a Politeama Boglione de Brà a Rigoletto.
La Temporada 1934-1935 va cantar al Gran Teatre del Liceu de Barcelona.